# Jessica Guo
Jessica Zi Jia Guo, född 23 juni 2005 i Toronto, är en kanadensisk fäktare som tävlar i florett. Hon studerar vid Harvard University och tävlar i fäktning för deras idrottsförening Harvard Crimson. Guo är en tvåfaldig olympisk deltagare och fyrfaldig medaljör vid panamerikanska spelen.

## Karriär
Guo började med fäktning som sjuåring. Vid panamerikanska mästerskapen 2019 i Toronto tog hon både silver individuellt och i lagtävlingen i florett. Samma år tog Guo som 14-åring även dubbla silver vid panamerikanska spelen 2019 i Lima.
Vid junior- och kadettvärldsmästerskapen i fäktning 2021 i Kairo tog Guo brons i juniorklassen och guld i kadettklassen i florett. Vid olympiska sommarspelen 2020 i Tokyo, som arrangerades 2021, deltog hon både individuellt samt i lagtävlingen i florett tillsammans med Eleanor Harvey, Kelleigh Ryan och Alanna Goldie. Individuellt besegrade hon franska Anita Blaze men blev sedan utslagen i åttondelsfinalen av italienska Arianna Errigo. I lagtävlingen slutade Kanada på femte plats efter att ha besegrat Japan i placeringsmatchen.
Under 2022 tog Guo sitt andra raka guld i florett vid kadett-VM 2022 i Dubai samt två medaljer vid panamerikanska mästerskapen 2022 i Asunción (brons individuellt och guld i lagtävlingen i florett). 2023 tog hon guld tillsammans med Sabrina Fang, Yunjia Zhang och Eleanor Harvey i lagtävlingen i florett vid panamerikanska mästerskapen 2023 i Lima samt brons individuellt. Guo tog under året även brons individuellt samt silver i lagtävlingen i florett vid panamerikanska spelen 2023 i Santiago.
I april 2024 tog Guo guld i florett vid junior-VM 2024 i Riyadh samt blev uttagen i Kanadas lag till sitt andra olympiska spel, olympiska sommarspelen 2024 i Paris. I juni samma år tog hon silver tillsammans med Sabrina Fang, Yunjia Zhang och Eleanor Harvey i lagtävlingen i florett vid panamerikanska mästerskapen 2024 i Lima samt brons individuellt. Vid olympiska sommarspelen 2024 tävlade Guo både individuellt i florett samt i lagtävling i florett tillsammans med Yunjia Zhang och Eleanor Harvey. Individuellt inledde hon med att besegra chilenska Arantxa Inostroza men blev sedan utslagen i åttondelsfinalen av amerikanska Lauren Scruggs. I lagtävlingen slutade Kanada på fjärde plats efter en förlust mot Japan i bronsmatchen.
Vid junior-VM 2025 i Wuxi tog Guo brons individuellt i florett.